# 磐安站
磐安站是杭温高速铁路上的中间站，位于中华人民共和国浙江省金华市磐安县新渥街道六冲村，距磐安县城约10公里。车站由上海局集团金华车务段管理，办理客运业务，规模2台4线。
车站选址于2016年年底确定。当地政府于2017年至2018年开始土地征收。车站站房于2022年8月动工，2023年9月主体结构封顶，2024年4月通过验收，2024年9月6日正式开通运营。

## 车站结构
磐安站站房建筑面积7998平方米，外立面设计以“群山之祖、诸水之源”为意向，通过上下起伏的屋顶体现磐安的自然风光。站房候车室内设有2幅大型浮雕：一幅以“世界人类非遗赶茶场”为主题，再现了龙虎大旗、亭阁花灯、大祭马、炼火、榉溪孔氏家庙等磐安当地非遗文化场景；另一幅则展现了江南药镇、百杖潭、花溪、大盘山等当地自然风光。
磐安站站场总规模为2台4线，含正线2条、到发线2条。
| 北↑ |      |                                                          |  |
|     | 侧式 |                                                          |  |
|     | 2    | 到发线                                                   |  |
| Ⅰ道 | 无   | （横店站）杭温高速铁路 下行正线 往温州北站方向（仙居站） |  |
| Ⅱ道 | 无   | （横店站）杭温高速铁路 上行正线 往杭州西站方向（仙居站） |  |
|     | 1    | 到发线                                                   |  |
|     | 侧式 |                                                          |  |
| 南↓ | 站房 | 进出站、接驳交通                                         |  |